# 宮殿

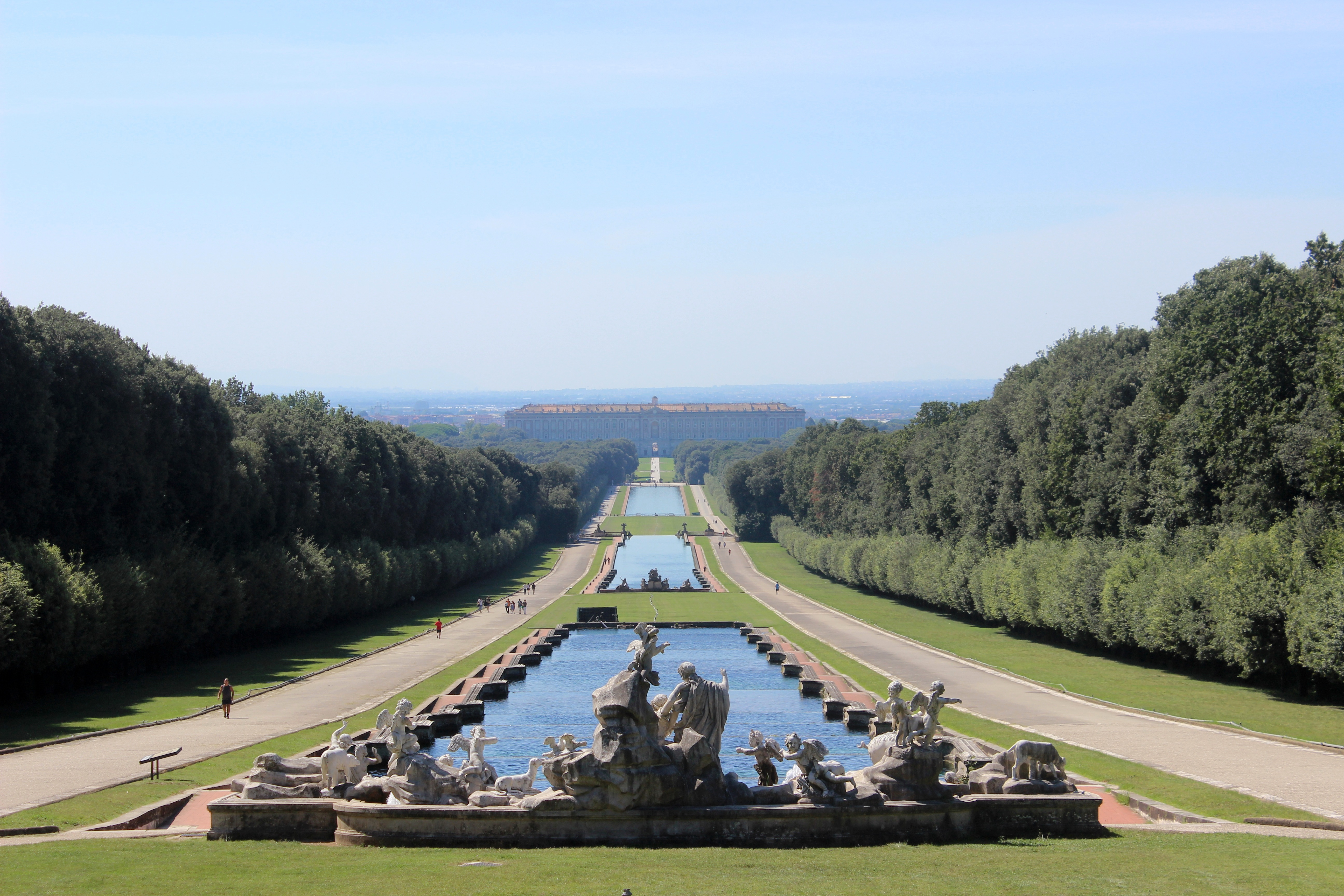
カゼルタ宮殿、イタリア共和国カンパニア州

宮殿（きゅうでん）は、王族、皇族などの君主およびその一族が居住する、もしくは居住していた御殿。東アジアの場合、君主が政務や外国使節の謁見、国家的な儀式などを行う外朝部分と、君主が私的な生活を行う内廷部分に分かれる。中世ヨーロッパにおいては戦士階級と世俗君主階級が一体化していたため、城壁に囲まれた城砦の中に国王や領主が居住し、君主が住み政治的機能を有する城砦を宮殿と同時に呼ぶことが一般的であった。しかし、時代の変遷とともに城砦形式の有効性が低下したことなどから、防衛機能より見た目の豪華さ、壮大さや居住性を重視して、都市の中に建設されるようになった。ヨーロッパ大陸諸国では都市の中に建てられた貴族の壮麗な邸宅を指すことがある。ヨーロッパ諸語における「Palace（英）」、「Palast（独）」「 Palais（仏）」、「Palazzo（伊）」という表現は、古代ローマのローマの七丘の一つである「Palatinus Mons（パラティーノ）」に由来する。この丘にローマ貴族の多くが邸宅を建て、初代皇帝も居住したことによる。
日本においては戦士階級武士に対して、天皇の形式上の地位が保たれていたことから、天皇の住居のみが宮殿と呼ばれ、武士の住居および軍事的基地である城砦とは明確に区別される。日本語の「御所」は「宮殿」と共に英語のPalaceに意味が近い。イタリア語のPalazzoは宮殿というより単に大邸宅を指す語となっている。

## 宮殿の一覧

### 日本
- 難波宮 - 天皇の住まい、儀式、政治の場をはっきりした構造は難波宮が最初であり、後の藤原宮、平城宮、平安宮などにも採用された。- 飛鳥時代

また、歴代天皇最大の古墳である仁徳天皇の皇居、
難波高津宮 - 古墳時代など、近畿地方は数多くの宮跡が存在する。
- 泊瀬朝倉宮 - 古墳時代
- 磐余玉穂宮 - 古墳時代
- 磯城島金刺宮 - 古墳時代
- 豊浦宮 - 飛鳥時代
- 小墾田宮 - 飛鳥時代
- 田中宮 - 飛鳥時代
- 百済宮 - 飛鳥時代
- 飛鳥川原宮 - 飛鳥時代
- 飛鳥宮 - 飛鳥時代
- 藤原宮 - 飛鳥時代
- 平城宮 - 奈良時代
- 平安宮（大内裏） - 平安時代から鎌倉時代
- 京都御所（里内裏） - 室町時代から江戸時代
- 皇居・宮殿 - 明治時代から使用中
- 仙洞御所
- 大宮御所
- 東宮御所
- 迎賓館赤坂離宮（迎賓館）
- 桂離宮
- 修学院離宮
- 武庫離宮（須磨離宮公園）
- 浜離宮（東京都立浜離宮恩賜庭園）
- 伽羅御所 - 奥州藤原氏
- 六波羅館 - 平清盛
- 雪見御所 - 福原京にあった平清盛の山荘
- 大倉御所 - 鎌倉時代、源頼朝の居所。
- 花の御所 - 室町幕府将軍の居所。
- 大坂城 - 豊臣秀吉の居城。
- 聚楽第 - 豊臣秀吉、秀次の京都居城。
- 伏見城 - 豊臣秀吉の居城。
- 江戸城 - 江戸幕府将軍の居城。今の皇居。
- 元離宮二条城 - 江戸幕府将軍の京都居城。近代は二条離宮であったこと。
- 首里城 - 琉球国王

### 中国
5300年前の河洛古国の宮殿から後代まで、南に公的な建物・北に生活する建物にする「前朝後寝」様式、一つの城門に道を三つ設ける「一門三道」の様式などがある。出入口を五門、政治をする場所として燕朝・治朝・外朝の三朝とする「三朝五门」という様式もある。
- 紫禁城 - 明・清
- 咸陽宮 - 秦
- 阿房宮 - 秦
- 長楽宮 - 前漢
- 未央宮 - 前漢
- 建章宮 - 前漢
- 南宮 - 後漢
- 北宮 - 後漢
- 台城 - 六朝
- 太極宮 - 隋・唐
- 大明宮 - 唐
- 興慶宮 - 唐
- 華清宮 - 唐
- 汴京皇城 - 北宋
- 臨安皇城 - 南宋
- 大都 - 元
- 上都 - 元
- 明故宮 - 明
- 瀋陽故宮 - 清
- 天王府 - 太平天国
- ポタラ宮殿-チベット

### 英国

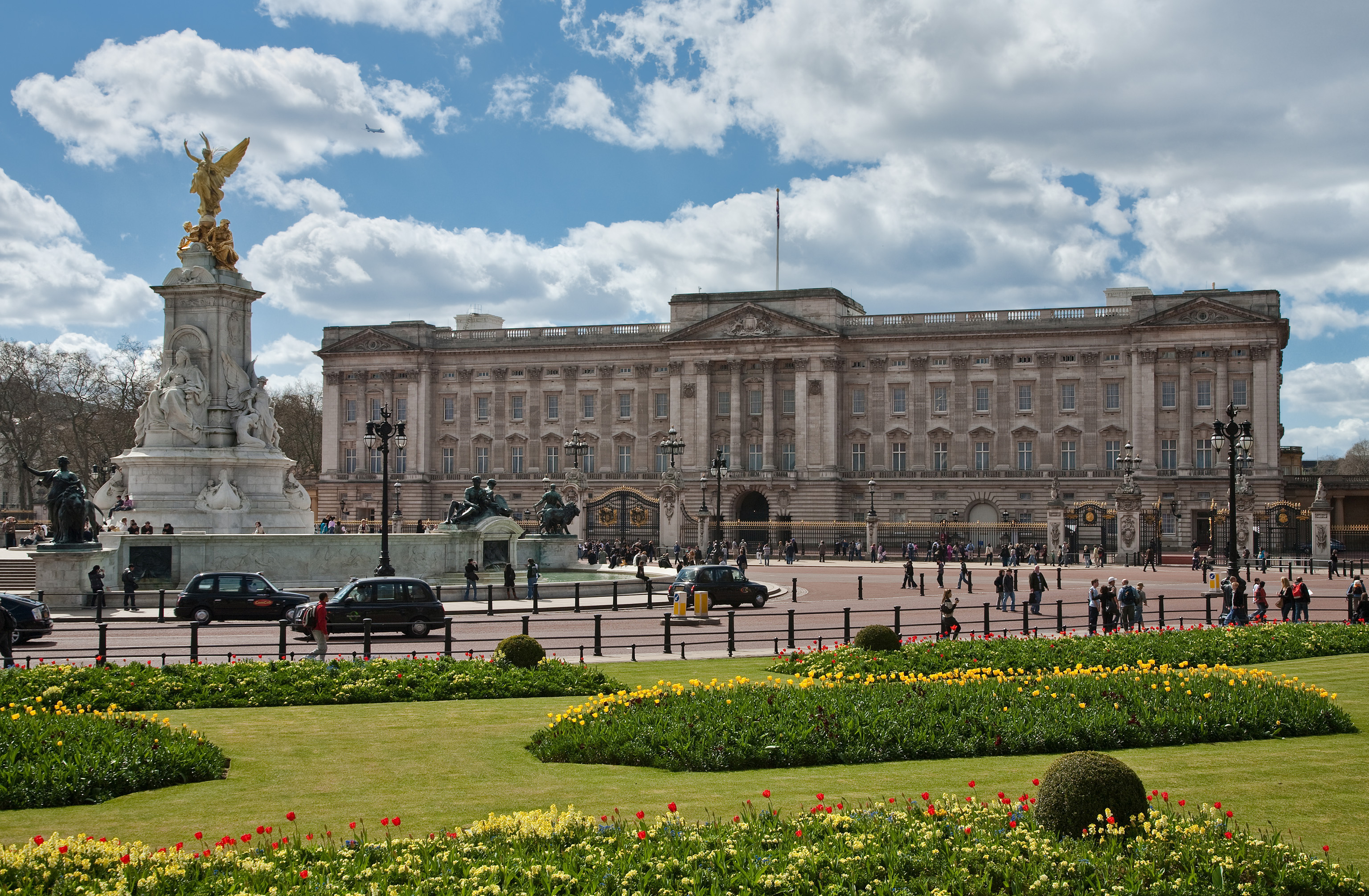
バッキンガム宮殿

- バッキンガム宮殿（Buckingham Palace）
- ウェストミンスター宮殿（Palace of Westminster）
- ケンジントン宮殿（Kensington Palace）
- ブレナム宮殿（Blenheim Palace）
- ホリールード宮殿（Palace of Holyroodhouse）

### フランス

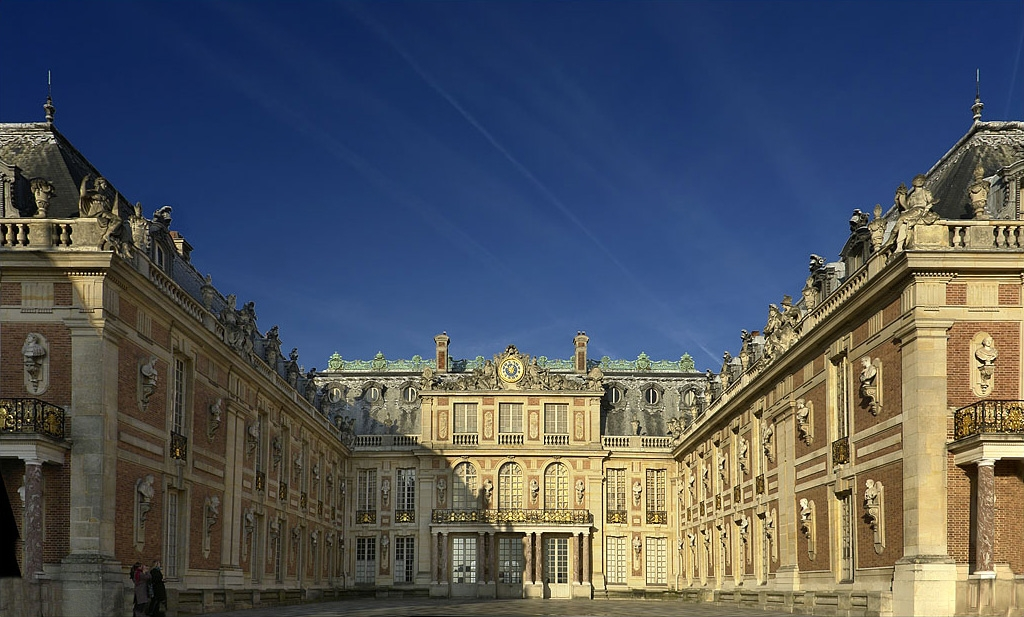
ヴェルサイユ宮殿

- ヴェルサイユ宮殿（Château de Versailles）
- ルーヴル宮殿（Palais des Louvre）
- ブルボン宮殿
- フォンテーヌブロー宮殿（Palais de Fontainebleau）
- リュクサンブール宮殿
- テュイルリー宮殿（Palais des Tuileries）
- エリゼ宮殿（Palais de l'Élysée）
- パレ・ロワイヤル（Palais Royal）
- 大トリアノン宮殿（Le Grand Trianon）

### オーストリア
- ホーフブルク宮殿

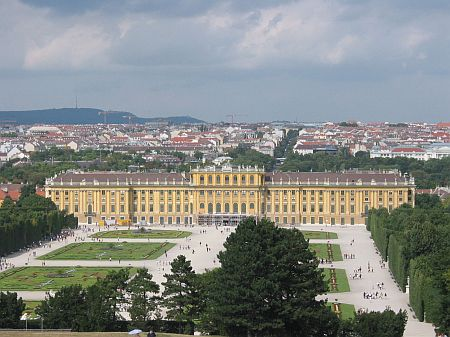
シェーンブルン宮殿

- シェーンブルン宮殿（Schloß Schönbrunn）
- ベルヴェデーレ宮殿（Schloss Belvedere）
- ラクセンブルク宮殿（Schlösser von Laxenburg）

### ハンガリー
- ゲデレー宮殿

### ドイツ
- ベルリン王宮、ベルリン（Berliner Schloss）
- シャルロッテンブルク宮殿、ベルリン（Schloss Charlottenburg）
- サンスーシ宮殿、ポツダム（Schloss Sanssouci）
- ツェツィーリエンホーフ宮殿、ポツダム
- ツヴィンガー宮殿（Zwinger Palast）ドレスデン
- ルートヴィヒスブルク宮殿
- ニンフェンブルク宮殿、ミュンヘン

### オランダ
- ハウステンボス宮殿（Paleis Huis ten Bosch）
- ノールドアインデ宮殿（オランダ語版、英語版）（Paleis Noordeinde)
- アムステルダム王宮（オランダ語版、英語版）（Paleis op de Dam)

### イタリア
- ピッティ宮殿（Palazzo Pitti）

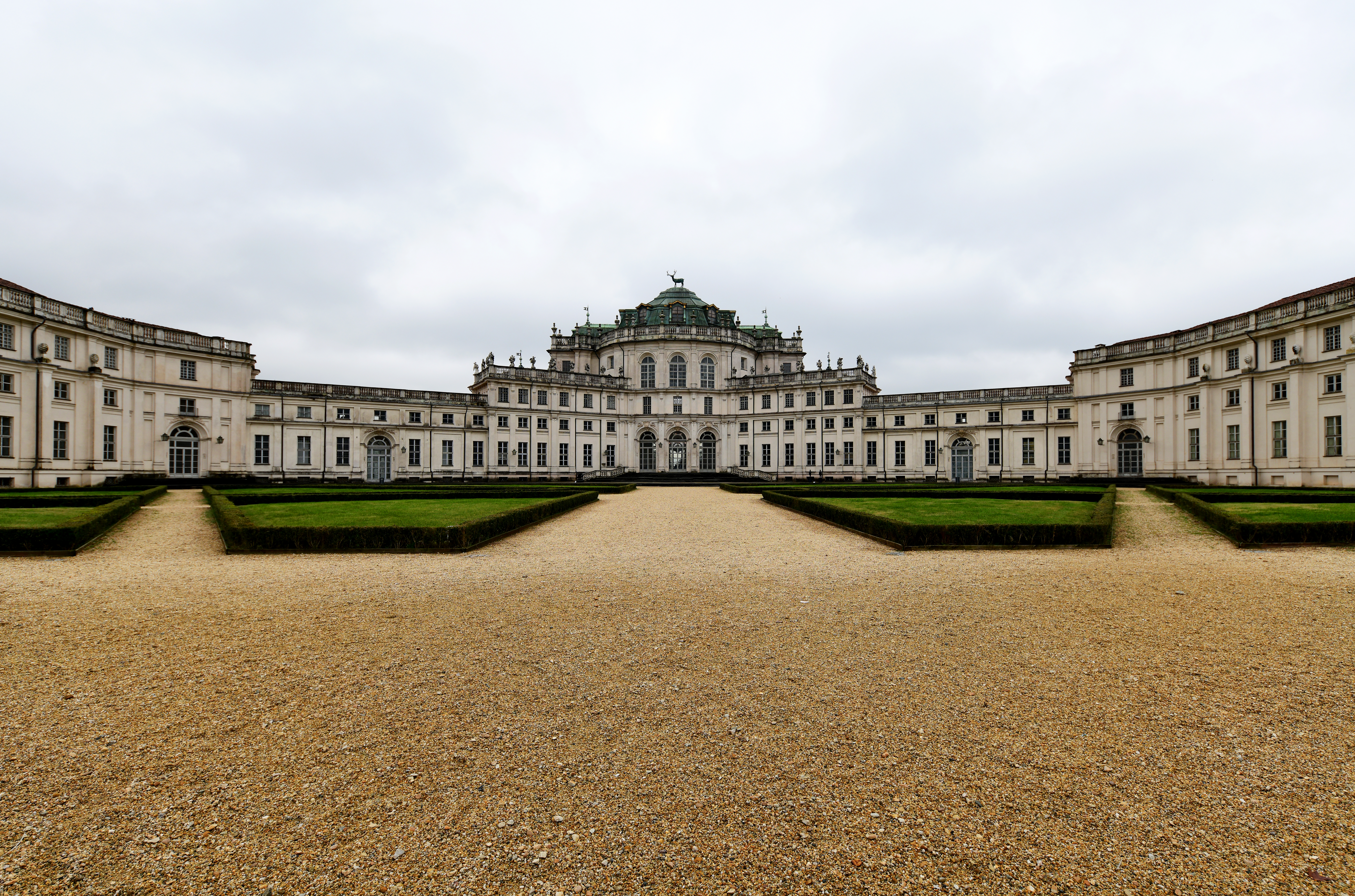
サヴォイア王家の王宮群

- モンテチトーリオ宮殿 (Palazzo Montecitorio)
- バチカン宮殿（バチカン）
- サヴォイア王家の王宮群
- パラッツォ・ファルネーゼ
- パラッツォ・ファルネーゼ (カプラローラ)
- ヴェネツィア宮殿
- クイリナーレ宮殿

### スウェーデン

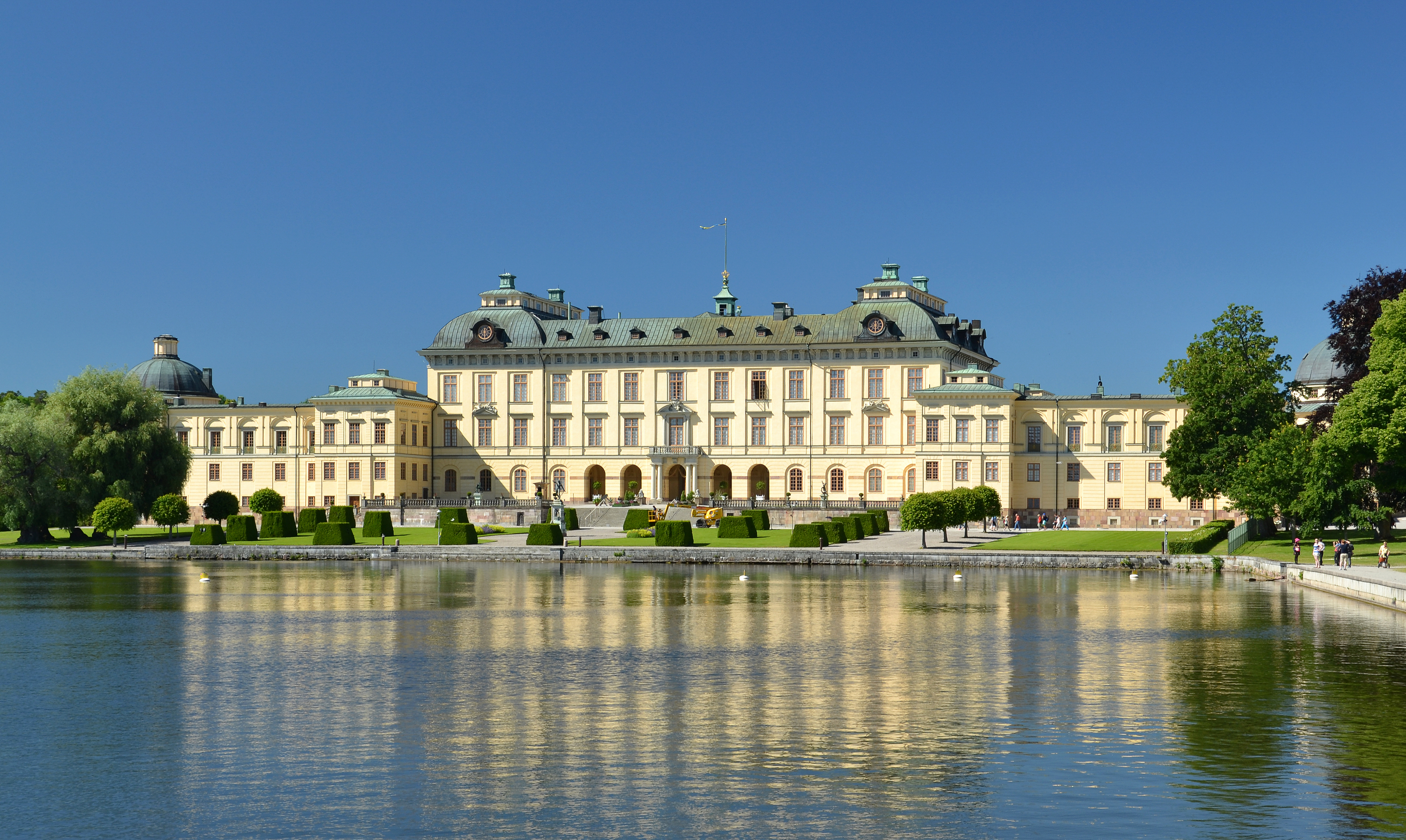
ドロットニングホルム宮殿

- ドロットニングホルム宮殿 (Drottningholms slott)
- ストックホルム宮殿（Stockholms slott）
- ハーガ宮殿

### スペイン

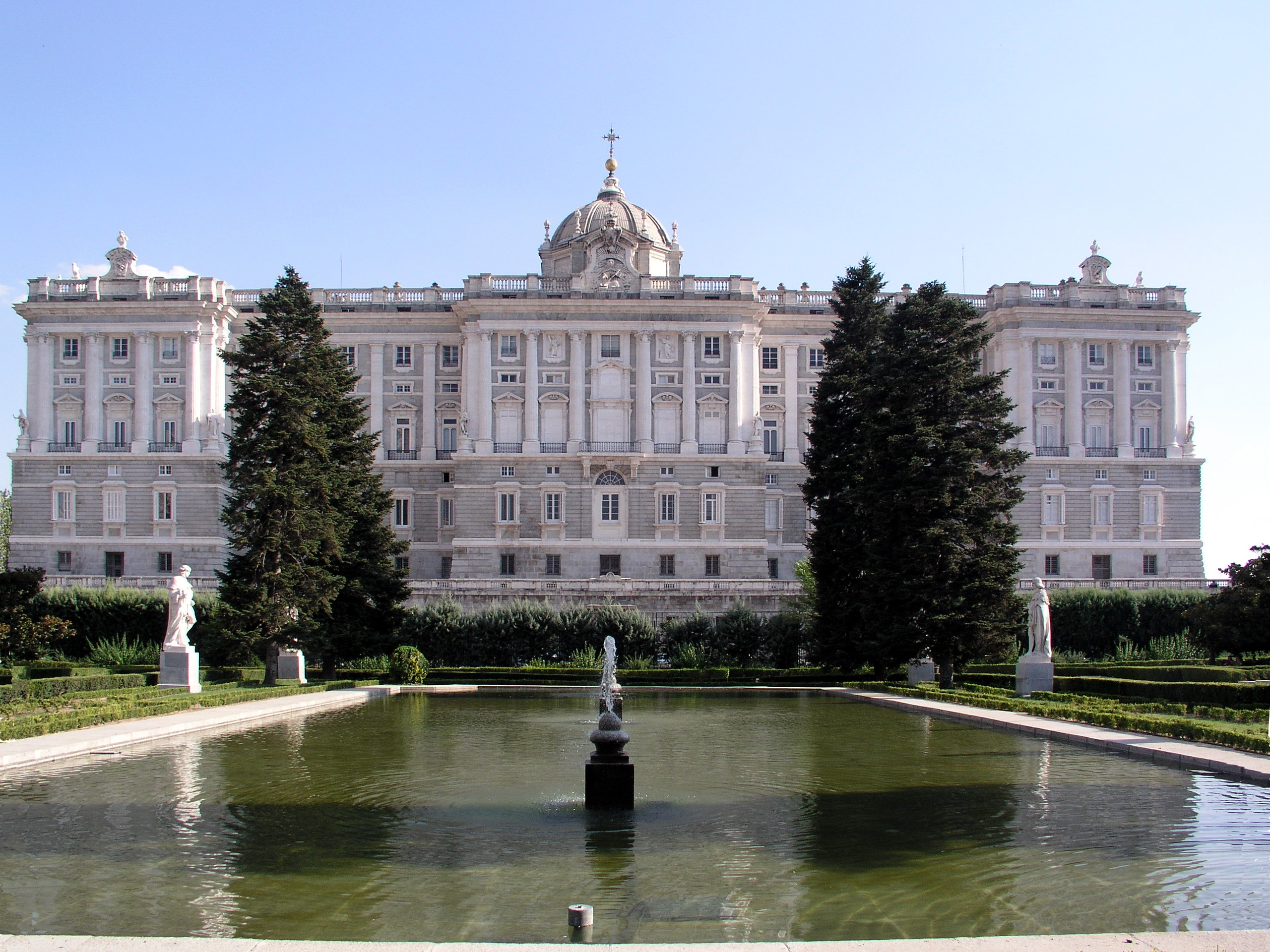
マドリード王宮

- アルハンブラ宮殿（Palacio de la Alhambra）
- エル・エスコリアル宮殿
- マドリード王宮
- ラ・グランハ宮殿
- ミラマール宮殿
- アルハフェリア宮殿

### ポルトガル
- アジュダ宮殿
- ケルス宮殿
- シントラ宮殿
- ベレン宮殿
- ペーナ宮殿

### ロシア

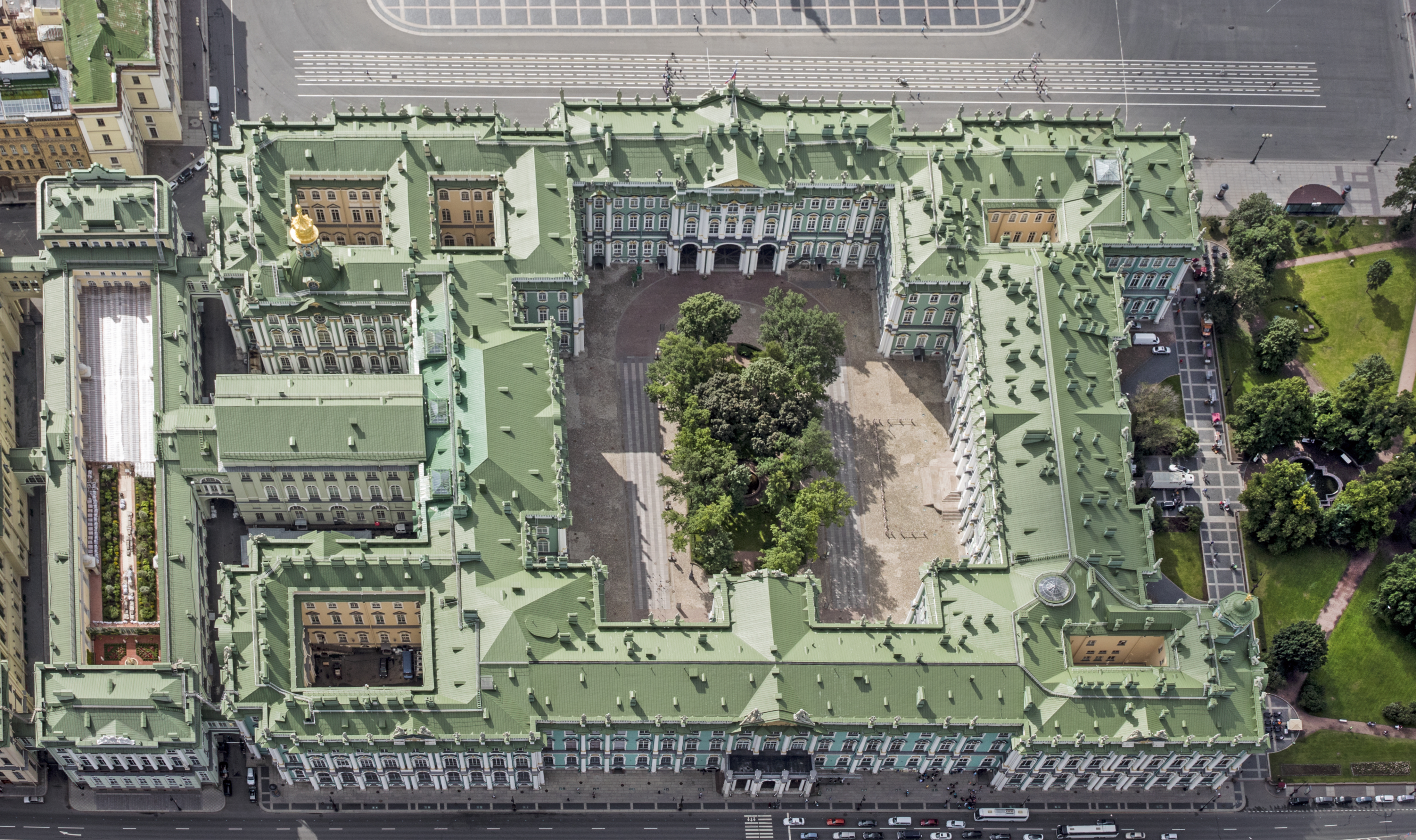
冬宮殿

- クレムリン宮殿
- 冬宮殿
- エカテリーナ宮殿
- ピョートル宮殿

### トルコ

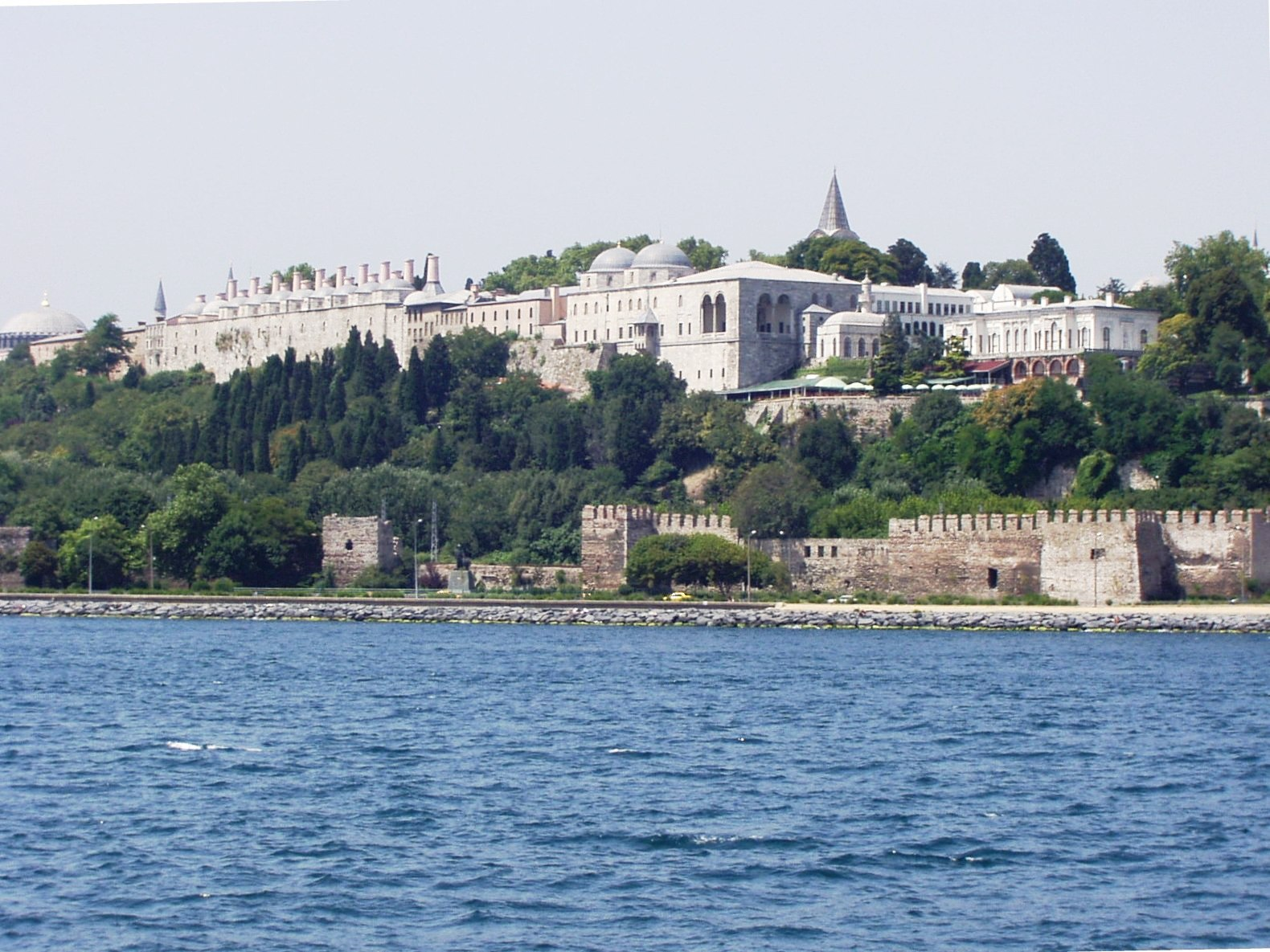
トプカプ宮殿

- ドルマバフチェ宮殿（Dolmabahçe Sarayı）
- トプカプ宮殿（Topkapı Sarayı）
- チュラーン宮殿
- テクフール・サライ宮殿
- コンスタンティノープル大宮殿

### インド
- ジャハーンギール宮殿
- デリー城
- マイソール宮殿
- ジャイ・マンディル宮殿
- 湖の宮殿
- チョウマハラ宮殿
- ファテープル・シークリー
- ラクシュミー·ヴィラース宮殿、ヴァドーダラー
- モーティー・バーグ宮殿
- 風の宮殿
- ウメイド・バワン・パレス
- ジャール・マハル
- シティ・パレス、ウダイプル
- シティ・パレス、ジャイプル
- ジャイ・ヴィラース・マハル
- ラーニー・マハル
- デーヴィー・ガー宮殿
- デーオガル マハル
- タンジャーヴール・マラーター宮殿
- ファラクヌマ宮殿
- ラージワーダー
- タムカム宮殿
- アマル・マハル
- チェーパウク宮殿
- アーガー・ハーン宮殿
- コールハープル宮殿
- レー宮殿
- パータリプトラの宮殿

### タイ

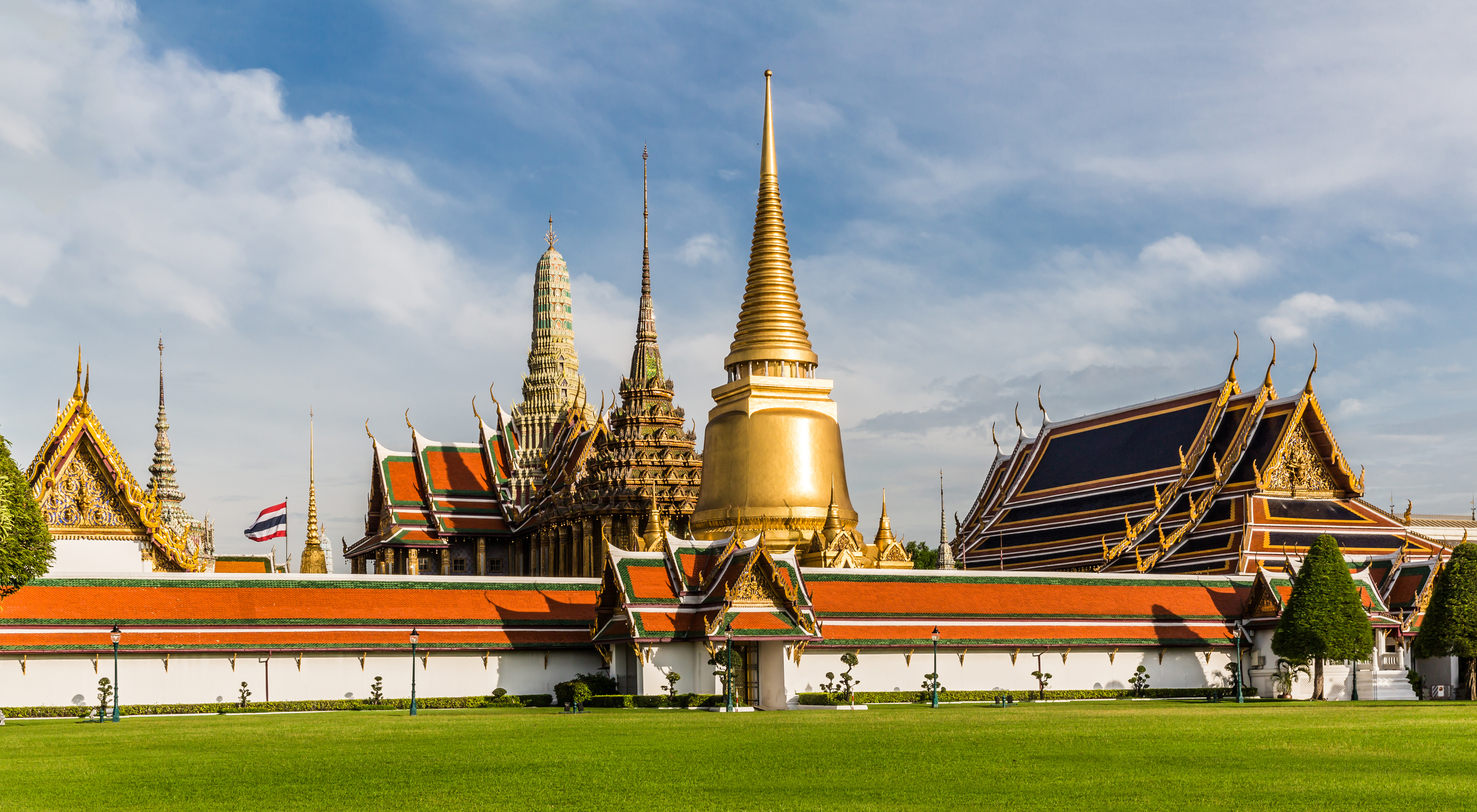
チャクリーマハープラーサート宮殿

- チャクリーマハープラーサート宮殿
- サナームチャン宮殿
- チットラダー宮殿
- アナンタサマーコム宮殿
- バーンパイン宮殿
- ウィマーンメーク宮殿

### カンボジア

王宮 (プノンペン)

- 王宮

### 大韓民国

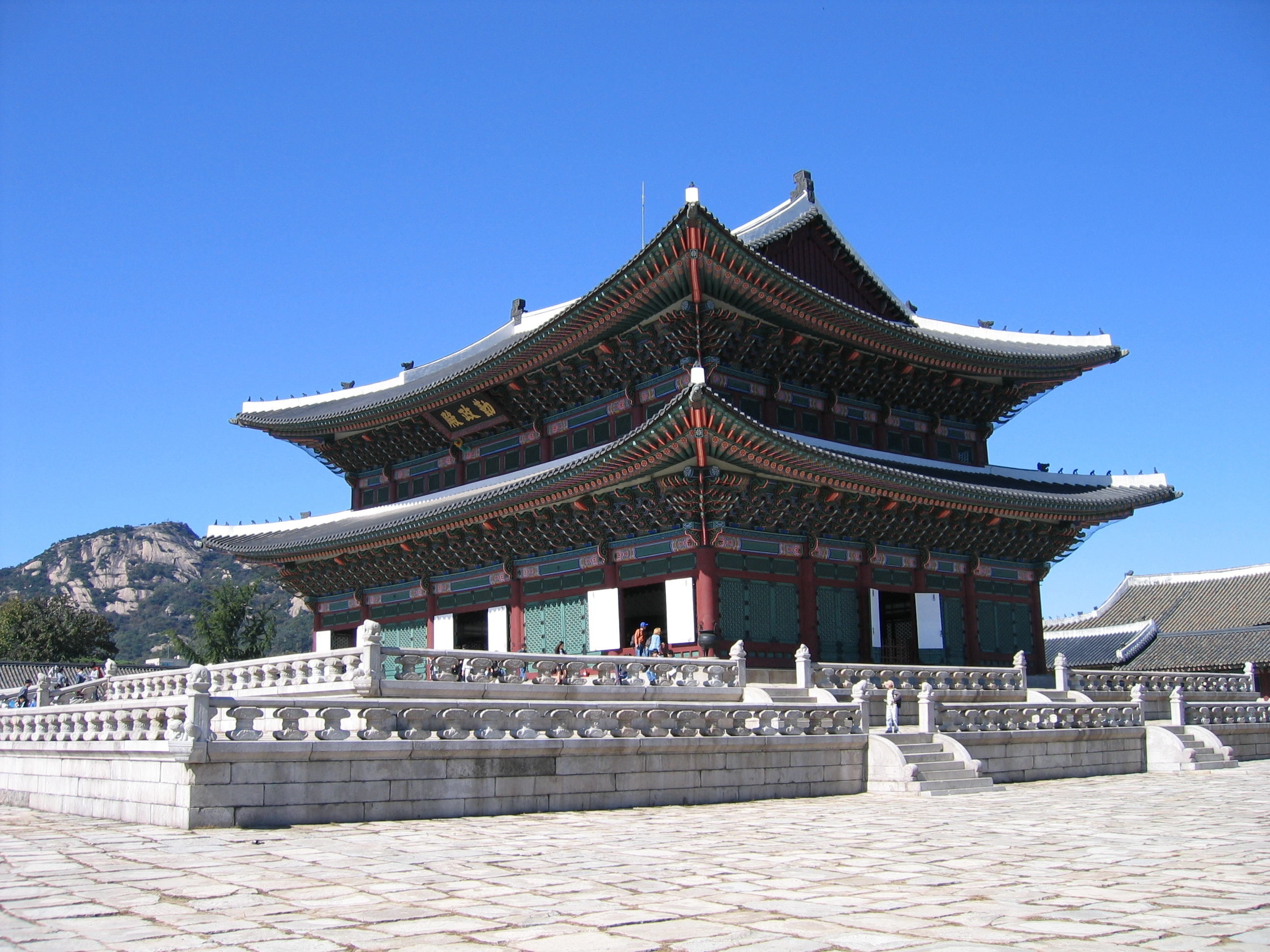
景福宮（勤政殿）

- 景福宮
- 昌徳宮
- 昌慶宮
- 徳寿宮
- 慶熙宮
- 雲峴宮
- 寺洞宮

### ベトナム

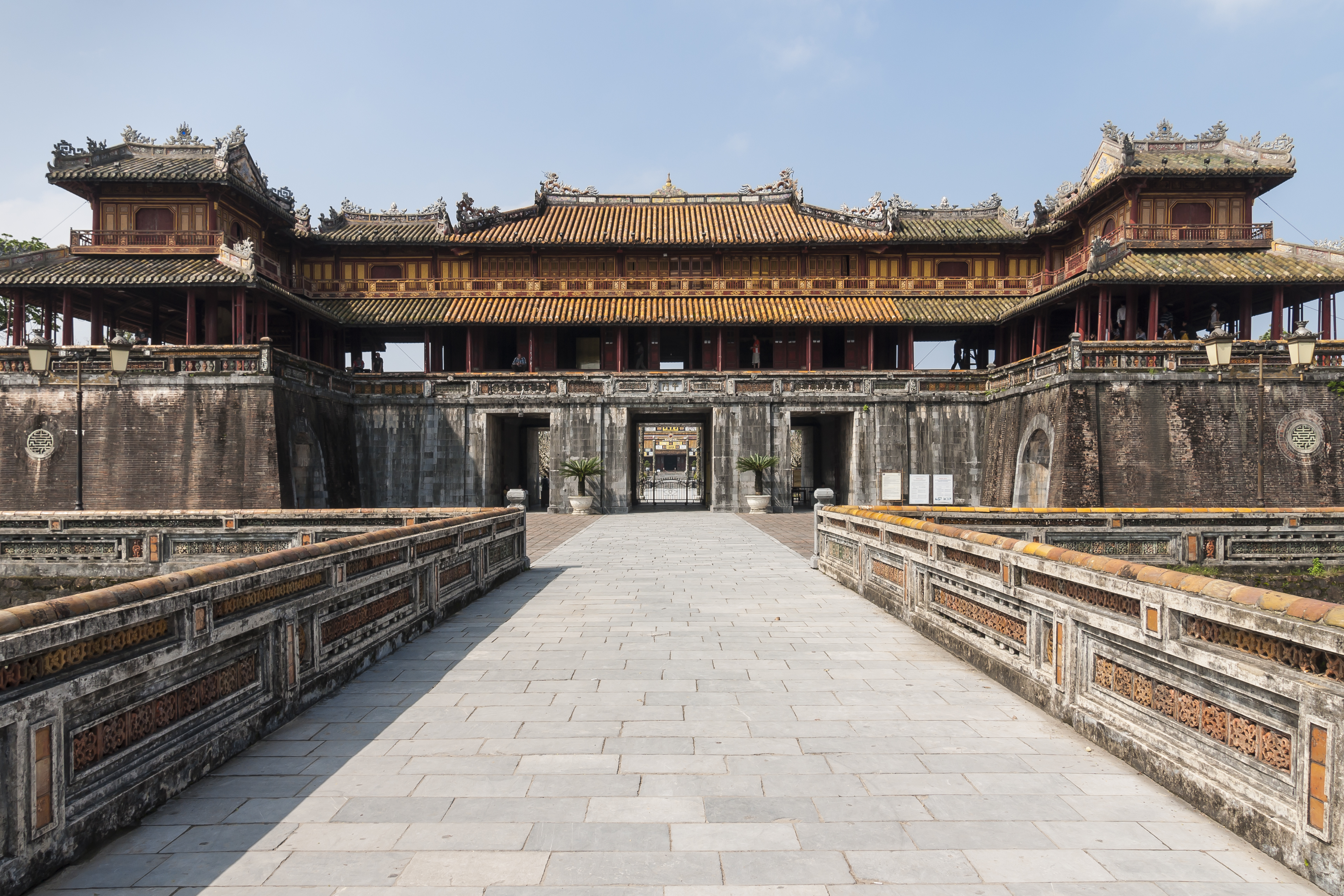
フエの王宮

- フエの王宮
- タンロン皇城

### アメリカ合衆国

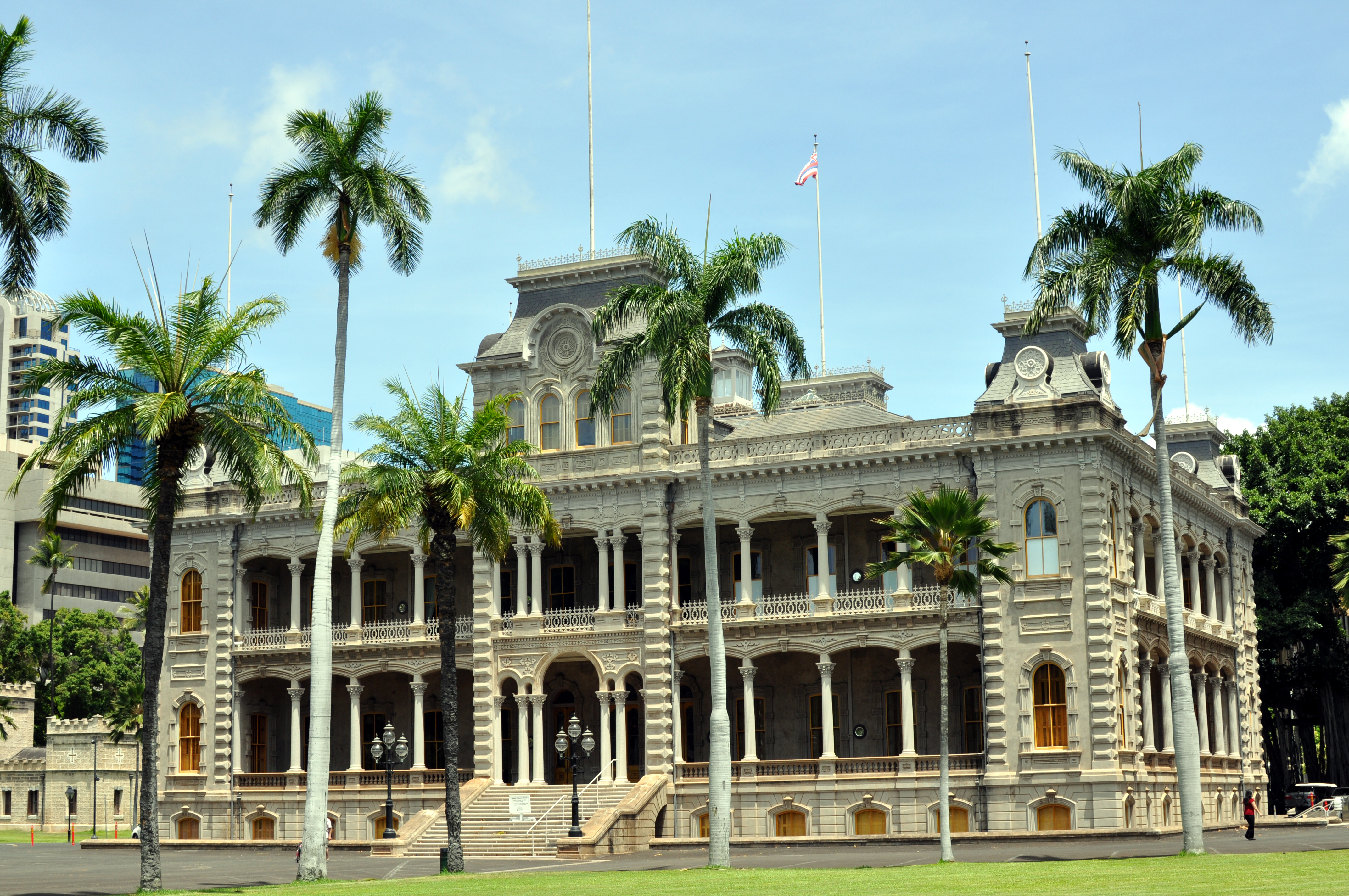
イオラニ宮殿

- イオラニ宮殿

### ブルネイ
- イスタナ・ヌルル・イマン

### 台湾
- 安平古堡（鄭氏政権の王宮）